# Marillet
Marillet ist eine französische Gemeinde mit 124 Einwohnern (Stand 1. Januar 2022) im Département Vendée in der Region Pays de la Loire; sie gehört zum Arrondissement Fontenay-le-Comte und zum Kanton La Châtaigneraie.

## Geographie
Die Gemeinde liegt etwa 17 Kilometer nordöstlich von Fontenay-le-Comte und 30 Kilometer nordwestlich von Niort an der Grenze zum benachbarten Département Deux-Sèvres der Region Nouvelle-Aquitaine.
Nachbargemeinden von Marillet sind:
- Saint-Hilaire-de-Voust im Westen und Norden,
- Le Busseau im Osten (Département Deux-Sèvres),
- Faymoreau im Süden und
- Puy-de-Serre im Südwesten.

Der Ort liegt am nördlichen Ufer des Flüsschen Fougères, der hier zu einem kleinen Stausee aufgestaut ist und schließlich an der südwestlichen Gemeindegrenze in die Vendée mündet.

### Verkehrsanbindung
Sauvain liegt abseits überregionaler Verkehrsverbindungen. Das Gemeindegebiet wird durch die Départementsstraße D19 in Nord-Süd-Richtung durchquert.
Im Ort verbinden drei Clapper bridges über den Fluss die Ortsteile Thorigny, Rives de l'Yon und La Chaize.

## Bevölkerungsentwicklung
| Jahr      | 1968 | 1975 | 1982 | 1990 | 1999 | 2006 | 2016 |
| Einwohner | 160  | 130  | 109  | 116  | 102  | 121  | 110  |